# Paradossenus caricoi
Paradossenus caricoi är en spindelart som beskrevs av Petra Sierwald 1993. Paradossenus caricoi ingår i släktet Paradossenus och familjen Trechaleidae.
Artens utbredningsområde är Guyana. Inga underarter finns listade i Catalogue of Life.